# Belagerungsspiel
Das Belagerungsspiel, international auch Asalto (spanisch für „Angriff“), ist ein klassisches asymmetrisches Strategie- und Brettspiel. Das Spiel thematisiert die Belagerung und Verteidigung einer Burg. Ein Spieler übernimmt dabei die Rolle des Verteidigers mit zwei Spielfiguren, der andere die Rolle der Belagerer mit 24 Angreifern.

## Spielweise

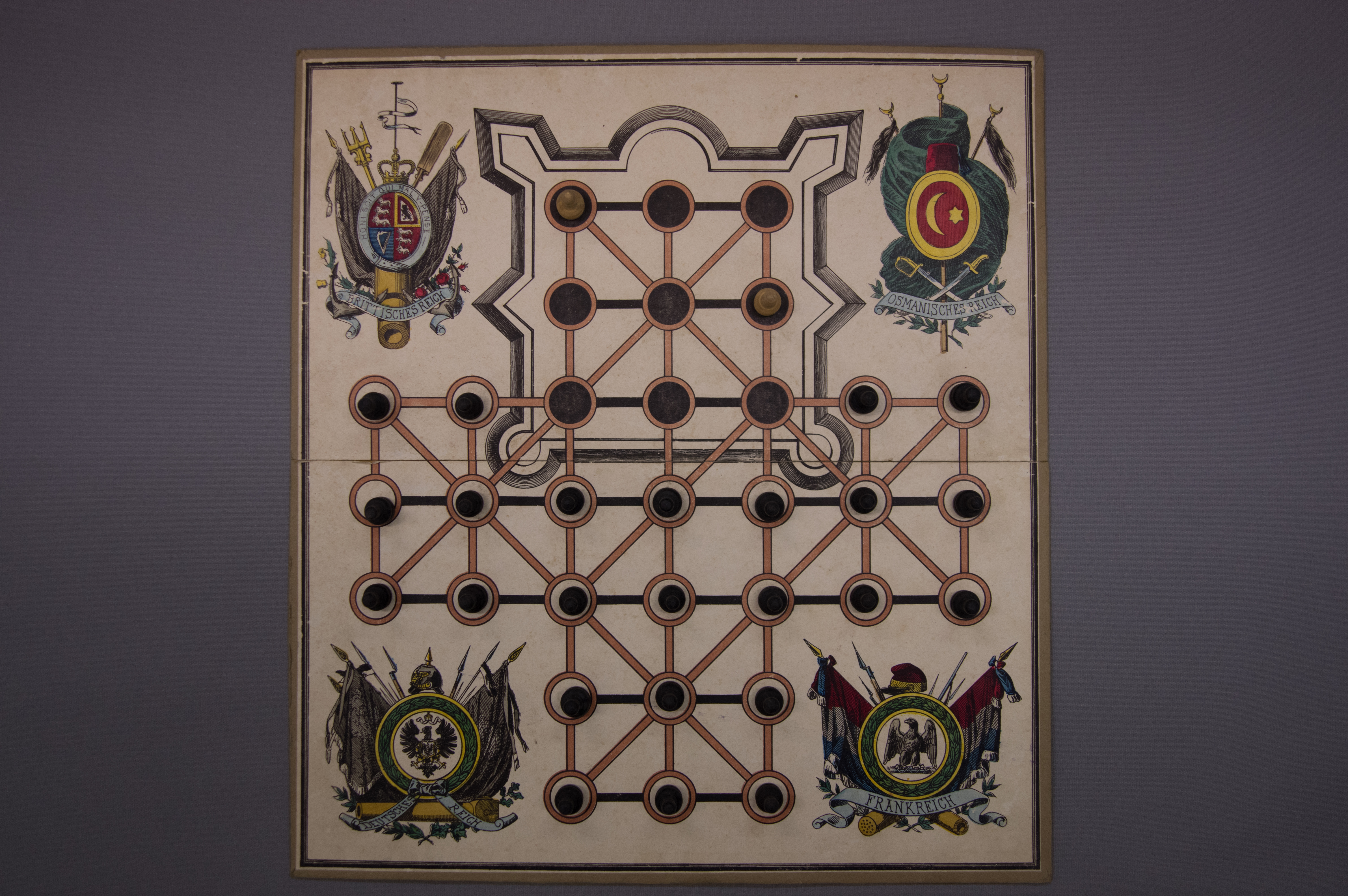
Spielplan des Belagerungsspiels

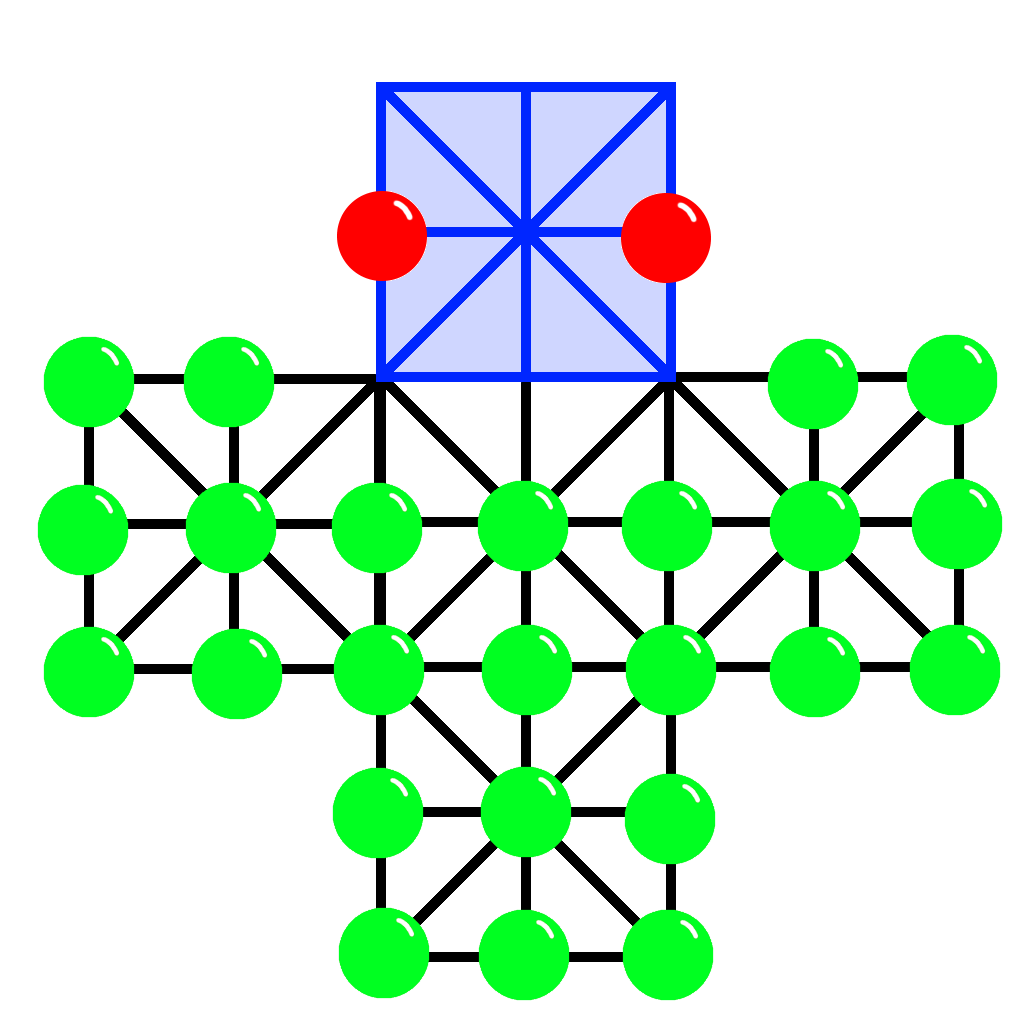
Spielplan des Belagerungsspiels mit Startpositionen der Verteidiger (rot) und Angreifer (grün); blau dargestellt ist die Festung.

Das Belagerungsspiel wird auf einem kreuzförmigen Spielplan mit 35 Feldern gespielt, auf dem eine Burg mit neun Punkten sowie 24 Belagerungspunkten dargestellt sind (entspricht dem Spielbrett des Solitär). Zu Beginn des Spiels wählen die Spieler ihre Spielfarben. Der weiße Spieler platziert als Verteidiger seine beiden Spielsteine (Halmakegel) auf beliebigen Punkten der Burg, der schwarze Spieler stellt als Angreifer seine Figuren auf den 24 Punkten außerhalb der Burg auf. Der weiße Spieler beginnt das Spiel.
Das Spielziel des schwarzen Spielers ist es, die Festung zu stürmen und alle neun Felder der Burg zu besetzen, während der weiße Spieler die Reihen des Angreifers so weit reduzieren muss, dass dies demjenigen nicht mehr möglich ist. Der Verteidiger kann sich auf allen Linien und in jede Richtung von einem Feld zum nächsten bewegen, er schlägt gegnerische Spielsteine wie beim Damespiel durch Überspringen in gerader Linie (nicht schräg) wenn das dahinterliegende Feld frei ist. Dabei herrscht Schlagzwang und es können auch mehrere Steine in Folge geschlagen werden, wenn jeweils dazwischen Felder frei sind. Die übersprungenen Steine gelten als geschlagen und werden vom Spielfeld entfernt. Der Angreifer darf dagegen die schwarzen Linien nicht benutzen und nur vorwärts und seitwärts ziehen. Er kann die Steine des Verteidigers auch nicht schlagen und der Verteidiger kann nur einen Stein verlieren, wenn er das Schlagen vergisst (Schlagpflicht). Kann der Verteidiger einen Stein in der Festung behalten und wird dort vom Angreifer eingebaut, hat er das Spiel gewonnen; wenn er sich mit beiden Steinen in der Festung befindet und eingebaut wurde, hat er dagegen verloren. Nach neueren Regeln hat er allerdings auch gewonnen, wenn beide weißen Steine in der Burg eingeschlossen sind.
Als Strategie wird für den schwarzen Spieler empfohlen, die Reihen geschlossen zu halten und so vorzurücken. Zugleich sollte er geeignete Opfer anbieten, um die Verteidiger aus der Burg zu locken und damit den Weg für die nachrückenden Truppen frei zu halten.

### Varianten
Neben dem Standardbrett gibt es auch größere Spielfelder, bei denen mehr Verteidiger und Angreifer beteiligt sind. So existiert ein größeres Spielbrett mit einer Festung, die aus 17 Feldern besteht und von drei Verteidigern gehalten werden soll, diesen stehen 50 Angreifer entgegen.

## Ausgaben und Rezeption
Das Belagerungsspiel ist ein klassisches Spiel und wurde im frühen 19. Jahrhundert als Variante des Damespiels entwickelt, der Erfinder des Spiels ist unbekannt. Das Spiel erschien seitdem in zahlreichen Auflagen bei verschiedenen Verlagen. Es baut auf dem Damespiel auf und ist verwandt mit ähnlichen Spielen wie dem bereits im Mittelalter überlieferten Halatafl (bekannt als Fuchs und Gänse), dem Fahnenspiel und Wolf und Schafe.

## Belege
1. 1 2  Das Festungs- und Belagerungs-Spiel. Spielanleitung einer Ausgabe des Spiels vom Verlag Werner und Schumann um 1890.
2. 1 2 3 4 5  „Das Belagerungsspiel.“ In: Erhard Gorys: Das Buch der Spiele. Manfred Pawlak Verlagsgesellschaft, Herrsching o. J.; S. 242–243.
3. ↑  Versionen von Asalto/Belagerungsspiel in der Datenbank BoardGameGeek; abgerufen am 25. November 2017.